# Chloranthus nervosus
Chloranthus nervosus är en tvåhjärtbladig växtart som beskrevs av Collett och Hemsl. Chloranthus nervosus ingår i släktet Chloranthus och familjen Chloranthaceae. Inga underarter finns listade i Catalogue of Life.